# Alfonso Javier Álvarez Izquierdo
Alfonso Javier Álvarez Izquierdo (Barcelona, 12 de setembre de 1972) és un àrbitre de futbol català de la primera divisió. Pertany al Comitè d'Àrbitres de Catalunya.

## Trajectòria
Va estar 5 temporades a segona divisió, categoria en la qual va arbitrar 101 partits. Va debutar a la primera divisió el 10 de setembre de 2006 en el partit Getafe Club de Futbol contra Real Racing Club de Santander (1-0).
La temporada 2007/08 va ser sonada la roda de premsa de Bernd Schuster després del partit entre el Sevilla FC i el Reial Madrid en la qual va culpar Álvarez Izquierdo de la derrota del seu equip amb l'únic argument que era català, unes declaracions que li varen costar un expedient disciplinari, a instàncies del Comitè Català d'Àrbitres.